# Livingstone, Zambia

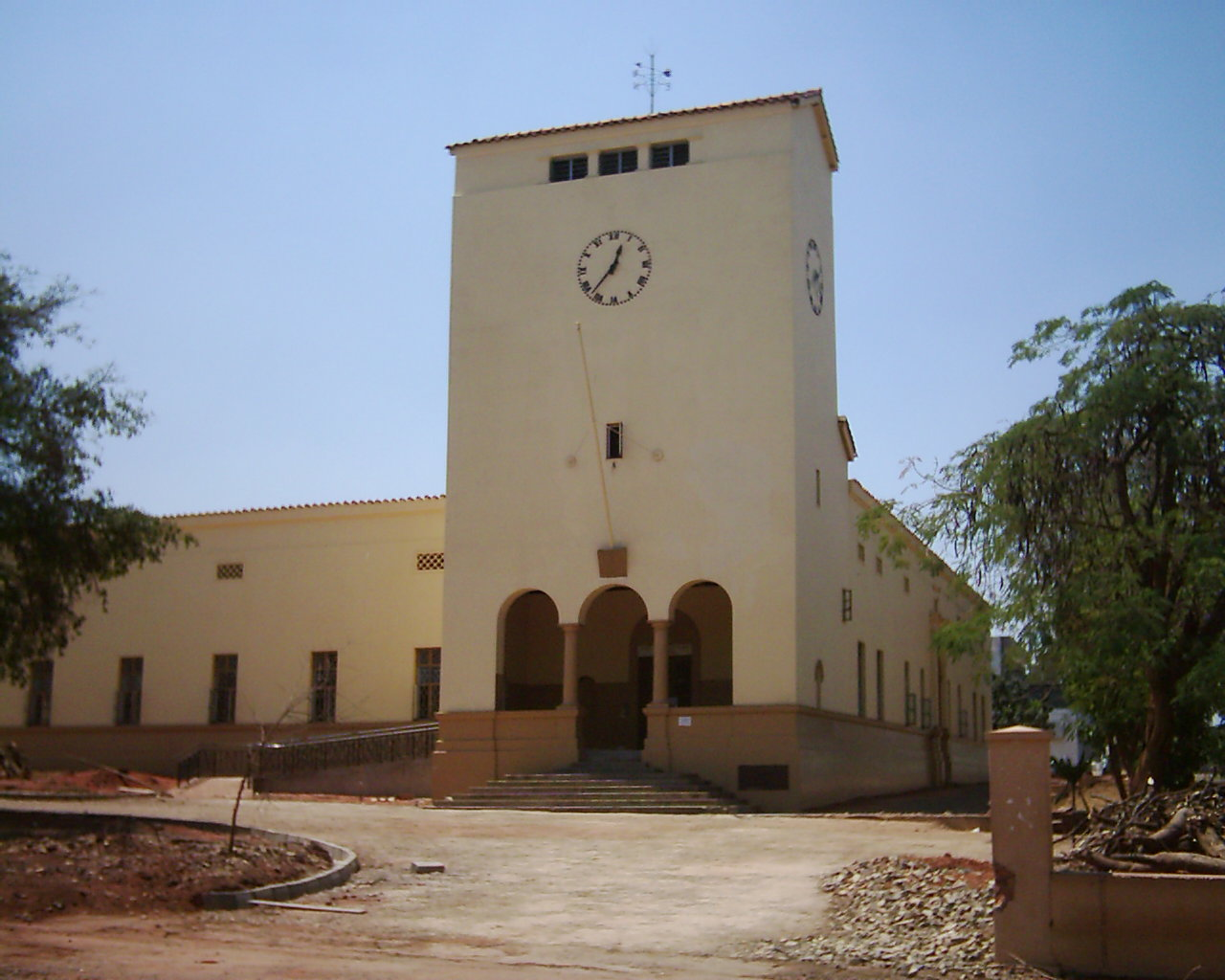
Livingstonemuseet

Livingstone i Zambia är en historisk kolonialstad och huvudstad i provinsen Southern Province. Tidigare var den även huvudstad i den brittiska kolonin Nordrhodesia. Livingstone ligger i sydligaste delen av landet, ca 10 kilometer norr om Zambesifloden och Victoriafallen. Staden har förbindelser via väg och järnväg med grannlandet Zimbabwe. 
Livingstone är uppkallat efter upptäcktsresanden David Livingstone och hade 97 000 invånare 2002.136 897 invånare 2010. I staden finns ett av Zambias största museer, Livingstonemuseet.